# Rushall (Norfolk)
Rushall – wieś w Anglii, w Norfolk. W 1931 wieś liczyła 176 mieszkańców. Rushall jest wspomniana w Domesday Book (1086) jako Riuessal(l)a.